# 克里斯特·瓦林
克里斯特·瓦林（瑞典語：Christer Wallin，1969年6月17日—），瑞典男子游泳运动员。他曾代表瑞典参加1988年、1992年和1996年夏季奥林匹克运动会游泳比赛，共获得二枚银牌。